# Glottiphyllum carnosum
Glottiphyllum carnosum és una espècie rara de planta suculenta, de la família de les aïzoàcies (Aizoaceae).

## Descripció

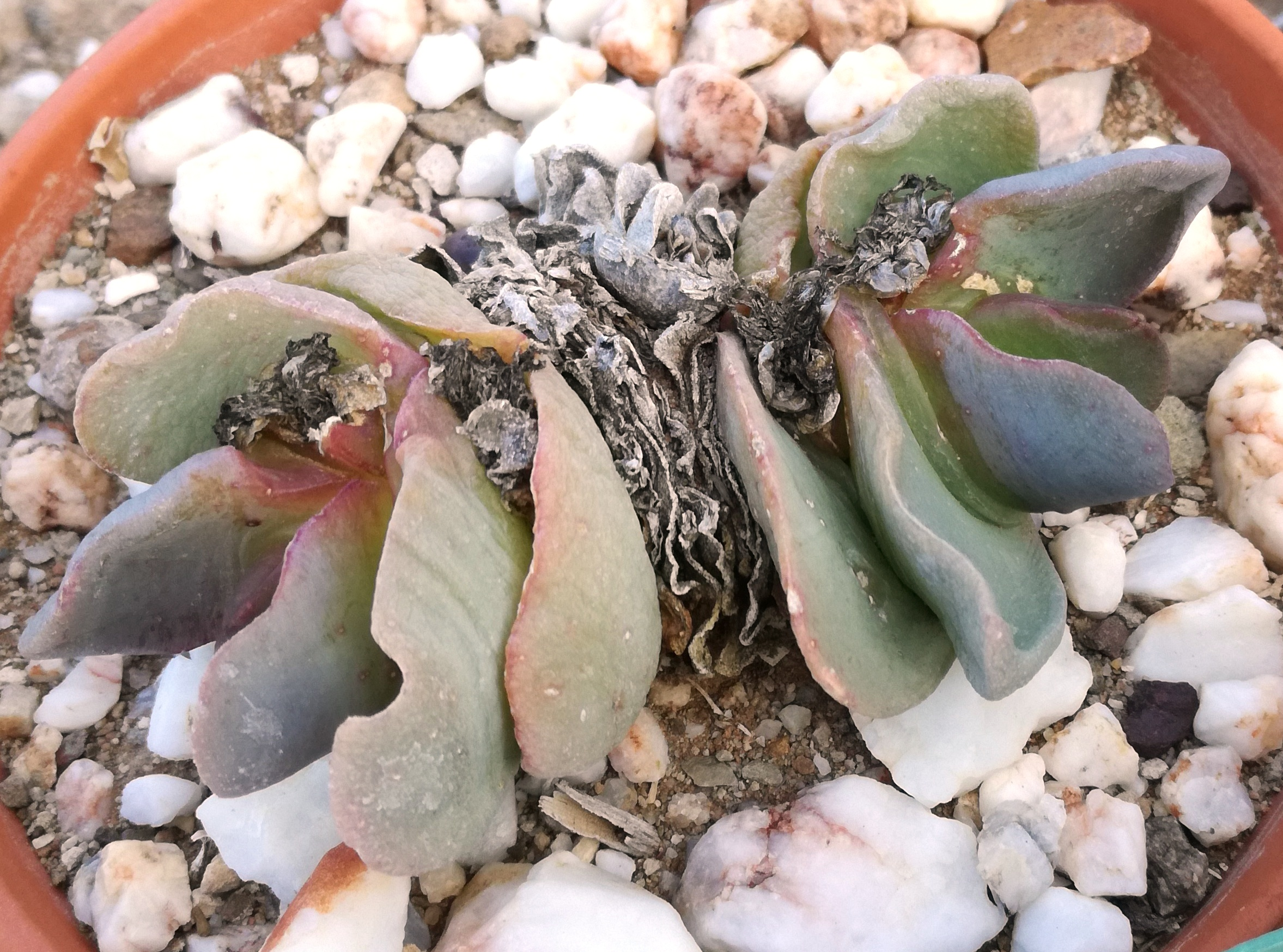
Glottiphyllum carnosum en cultiu

Glottiphyllum carnosum és una suculenta compacta que forma grups de fins a 30 cm de diàmetre. Les fulles són de color verd blavós a verd groguenc amb textura superficial llisa, més o menys erectes, de fins a 6,5 cm de llargada i fins a 2 cm d'amplada; sovint, les vores són ondulades i encorbades a la punta. Té una capa cerosa pàl·lida a les fulles, que li confereix un color grisenc. Les flors són grogues, semblants a margarides, de fins a 2,5 cm de diàmetre, i surten d'entre les fulles a finals de la tardor i l'hivern. Les seves càpsules de llavors tenen una base llenyosa i una part superior arrodonida en forma de cúpula.
S'assembla a Glottiphyllum linguiforme, que sembla semblant però té fulles més planes. En canvi, G. carnosum té fulles molt més gruixudes, amb una punta encorbada, i tendeix a fer fillols i es pot ramificar molt més.

## Distribució i hàbitat
Glottiphyllum carnosum és autòcton de zones àrides del Petit Karoo oriental, entre les ciutats de Calitzdorp i Oudtshoorn de la província sud-africana del Cap Occidental, entre els 400 fins als 650 m d'alçada. Coexisteix amb diverses altres espècies de Glottiphyllum.

## Amenaces
Aquesta espècie està amenaçada pel trepig i el pasturatge; especialment de la indústria de l'estruç.

## Taxonomia
Glottiphyllum carnosum va ser descrita per N.E. Br. i publicat a Mem. Bot. Surv. South Africa 2(1–2): 1–152(pt. 1), 1–270(pt. 2), a l'any 1987.
Etimologia
Glottiphyllum: nom genèric que prové del grec "γλωττίς" (glotis = llengua) i "φύλλον" (phyllos =fulla).
carnosum: epítet llati que significa "carnós".
Sinonímia
- Glottiphyllum jordaanianum Schwantes[3][6]